# 한유리
한유리(본명: 김서청, 1992년 3월 4일 ~)는 2018년도 미스코리아 해외 지역 대회 중국 진 출신인 대한민국의 레이싱 모델이다.

## 경력
- 1992년 3월 4일 중화인민공화국 푸젠 성 푸저우에서 출생하였으며 만 4세 시절이던 1996년 2월에 일가족과 함께 대한민국 귀국을 하여 지난날 한때 경기도 김포에서 잠시 유아기를 보낸 적이 있고 1996년 8월 이후 서울에서 성장.
- 2015 서울 모터쇼 루카스 레이싱 모델
- 2018 미스 코리아 중국 眞

### 학력
- 서울삼육초등학교
- 서울삼육중학교
- 충현고등학교

### 수상 경력
- 2016 미스 아시아 어워즈 세미 위너
- 2017 관광 한류 미 선발 제전 진
- 2018 미스 코리아 중국 眞
- 2018 Miss Korea China 포토제닉상

### 레이싱 모델 경력
- 2016년 - 부산모터쇼 야마하 모델